# Rio Verde (Brasil)
Rio Verde es un municipio brasileño del estado de Goiás. Se localiza a una latitud de 17° 47' 52" Sur y a una longitud de 50° 55' 40" Oeste, con una población estimada que en el año 2016 era de 212.237 habitantes. Su topografía es plana con algunas ondulaciones que alcanzan el 5% del territorio, con una altura media de 748 metros sobre el nivel del mar. Tiene un clima con dos estaciones bien definidas: una seca (de mayo a octubre) y otra lluviosa (noviembre a abril). La temperatura media anual varía entre los 20 °C y los 35 °C. El clima de Rio Verde puede ser clasificado como clima tropical de sabana (Aw), de acuerdo con la clasificación climática de Köppen.
La economía está basada en la producción de arroz, soja, maíz, algodón, porotos y girasol. En menor medida, hay crías de bovinos, porcinos y avícolas.
Cuenta con un aeropuerto, con pista de 1500m, iluminación, asfalto, terminal de pasajeros, y un vuelo diario a la ciudad de São Paulo.
La ciudad cuenta con 4 emisoras de radio, dos canales de televisión y dos periódicos.
En educación, cuenta con cincuenta escuelas primarias municipales, veinticuatro escuelas primarias y secundarias estaduales y veinte privadas. Además hay cinco institutos terciarios.

## Ciudades hermanas
- Brasil - Itumbiara

- Datos: Q942064
- Multimedia: Rio Verde (Goiás) / Q942064